# Pardaliparus elegans
El carbonero elegante (Pardaliparus elegans) es una especie de ave paseriforme de la familia Paridae endémica de Filipinas.

## Taxonomía
La especie originalmente fue clasificaba en el género Parus, posteriormente se trasladó al género Periparus, y finalmente se trasladó a Pardaliparus junto al carbonero ventrigualdo y el carbonero de Palawan en 2013 por los estudios filogenéticos.

## Descripción
El carbonero elegante se parece al carbonero de Palawan. Tiene la cabeza mayor parte de la cabeza, la garganta y el cuello negros, y las partes inferiores amarillas. Sus alas son negras con manchas blancas. La espalda del macho es negra, mientras que la de la hembrea es verde olivácea. Se diferencia del carbonero de Palawan en que tiene las mejillas amarillas, y una línea amarilla en la parte posterior de la cabeza.

## Distribución y hábitat
Se encuentra en la mayor parte del archipiélago filipino, salvo en el subarchipiélago de Palawan. Su hábitat natural son los bosques húmeros tropicales.